# ルイ・エティエンヌ・ワトレ
ルイ・エティエンヌ・ワトレ（Louis Étienne Watelet、1780年8月25日 - 1866年6月21日）はフランスの風景画家である。

## 略歴

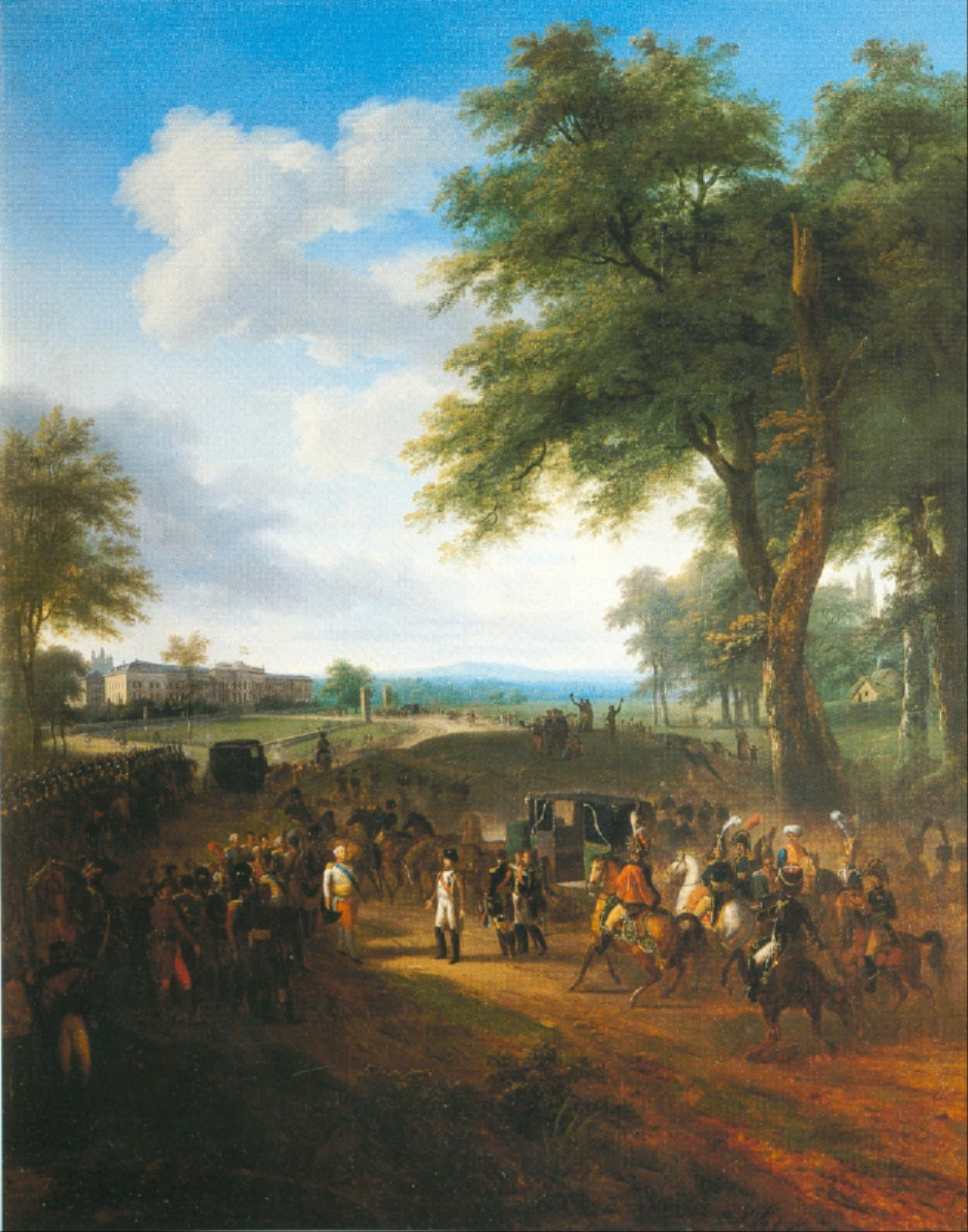
ナポレオンのルートヴィヒスブルク訪問

パリで商人の息子に生まれた。ワトレは独学の画家とされ、同時代の画家、シャルル・ガベ(Charles Gabet:1793-1861)によれば、「自然と、芸術への愛以外に絵の師はいない」とワトレは語ったとされる。それでも18世紀後半のフランスの重要な風景画家、ピエール＝アンリ・ド・ヴァランシエンヌ(1750–1819)や版画家のジョルジュ・マルベスト(Georges Malbeste:1754-1843)の工房にはしばしば出入りしていたことが知られている。1799年にサロン・ド・パリに初めて出展し、それから毎年、出展を続け、1910年に2等メダル、1819年に1等メダルを受賞した。
戸外で写生を行い、南フランス、サヴォワ、イタリア、ベルギー、チロルを旅し、ロマン主義のスタイルの風景画を描いた。人気のある風景画家となったが、詩人、批評家のテオフィル・ゴーティエは、ワトレの作品は時代遅れである（"Quant à MM. Watelet et consorts, il est impossible d’être plus nuls. Ils sont morts il y a longtemps"）と評した。
プロスペル・バケ、テオドール・カリュエル・ダリニー、ポール・ドラローシュ、アベル・デュフレーヌ、ジャック・ギオー、ピエール・テュイエといったフランスの次の世代の風景画家たちを教えた。
1825年にレジオンドヌール勲章（シュヴァリエ）を受勲した。

## 作品

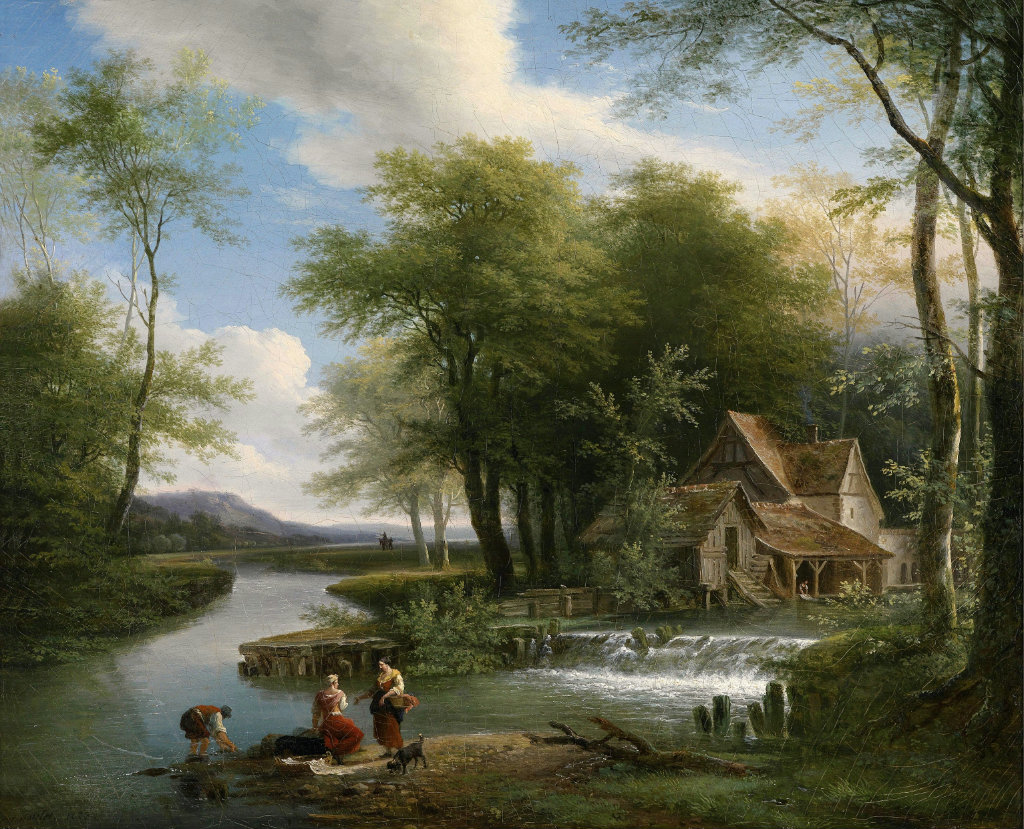
洗濯 (1825)
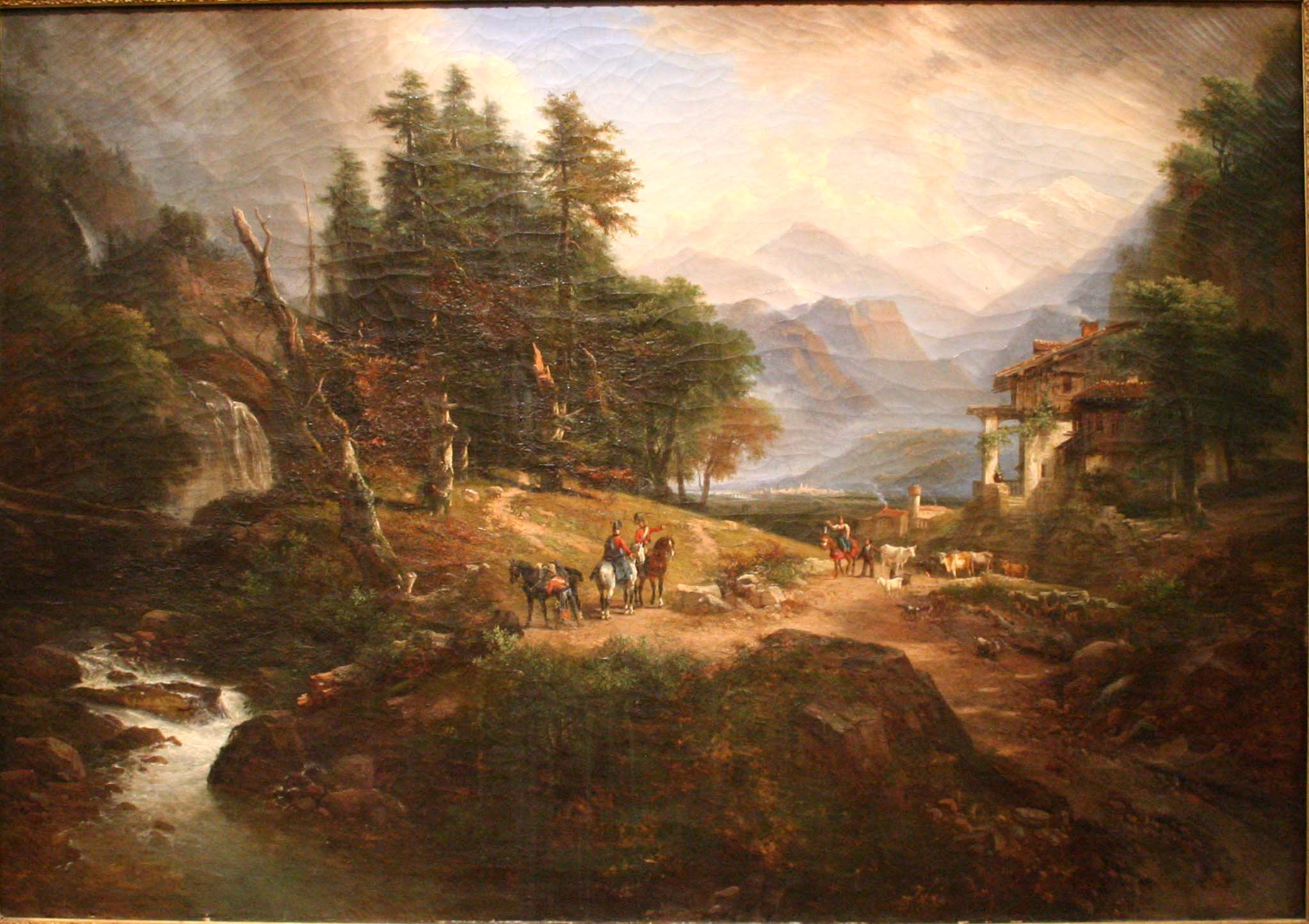
(c.1850)
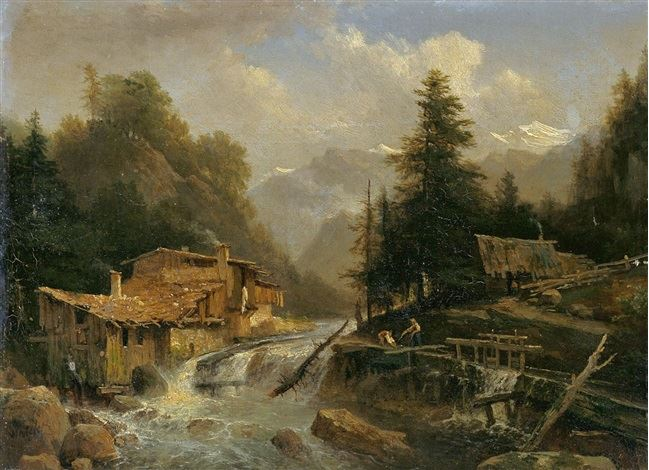

## 関連書籍
- Charles Gabet, Dictionnaire des artistes de l'école française au XIXe siècle; Peinture, sculpture, architecture, gravure, dessin, lithographie et composition musicale., Watelet (Louis-Étienne), 1831, Madame Vergne